# Ostracodos
Os ostracodos, ostracodes ou ostrácodes são pequenos crustáceos (comprimento de 0,1 mm a 32 mm) e que estão incluídos na classe Ostracoda. Possuem como característica marcante uma concha bivalve composta por quitina e, na maioria dos casos, também carbonato de cálcio e magnésio (em menor proporção). Diversos apêndices (ou "perninhas") são utilizadas na locomoção (dependendo do grupo), são eles as antênulas, as antenas, e os quintos, sextos e sétimos pares de apêndices, além da furca (que não é um apêndice verdadeiro).
A concha os protege do ambiente exterior. São animais com abundante registo fóssil (maior dentre os artrópodes), que remete para 440 milhões de anos antes do presente, o que significa que parte deles sobreviveu aos momentos mais difíceis da vida na Terra, como as cinco grandes extinções em massa do Fanerozoico. Podem ser encontrados em todos os tipos de ambientes marinhos, desde as praias até as regiões mais profundas do oceano, e também em ambientes de água salobra (estuários, manguezais...) e de água doce (rios, lagos, copos de bromélias, poças temporárias..., além de também terem sido encontrados em ambientes semi-terrestres (ou seja, locais muito úmidos próximos a cachoeiras...). Os ostracodes são componentes fundamentais para os ecossistemas, no fundo do ambiente aquático eles fazem parte tanto da epifauna (vivem na superfície do substrato) como da infauna (vivem enterrados no sedimento). Eles habitam também a coluna d'água, ou seja, existem ostrácodes planctônicos. Eles se alimentam de detritos orgânicos, de plantas, de algas e alguns de outros animais, como jovens anelídeos e até moluscos. Existem aproximadamente 33.000 espécies fósseis e viventes nesta classe, porém certamente existem muitas mais a serem descritas. Estima-se que as espécies vivas sejam em torno de 10 000 a 15 000.

## Morfologia e Plano Corpóreo
As espécies da fauna atual de Ostracoda apresentam tamanho que varia de 0,1 mm a mais de 60 mm (como, por exemplo, o Gigantocypris). Contudo, considerando um indivíduo adulto, a maioria dos ostracodos medem entre 0,4 mm e 1 mm de comprimento.

### Carapaça
Estes micros crustáceos apresentam uma carapaça bivalve, articulada dorsalmente, que recobre todo o corpo (cabeça e tronco) do organismo. A carapaça pode apresentar diversas ornamentações, poros e variações na forma, e é fechada por musculatura adutora com fibras transversais localizada na região central das valvas. É composta de quitina e apresenta impregnações de carbonato de cálcio na maioria das espécies. Na região dorsal, há uma faixa de cutícula não calcificada que dá origem a uma linha de dobradiça distinta. Sua carapaça pode, por vezes, lembrar as carapaças dos representantes da ordem Diplostraca, crustáceos da classe Branchiopoda, contudo há algumas diferenças visíveis entre os grupos a serem listadas a seguir:
- Enquanto as subordens Laevicaudata, Spinicaudata e Cyclestherida, pertencentes à ordem Diplostraca, apresentam linhas concêntricas de crescimento nas suas valvas (de maneira muito similar aos moluscos bivalves), o mesmo não ocorre com ostracodos. Isso se deve a diferenças no processo da muda desses organismos. Ostracodos descartam o esqueleto das valvas a cada muda realizada. Já as espécies de Laevicaudata, Spinicaudata e Cyclestherida, simplesmente adicionam material à carapaça preexistente, formando as linhas de crescimento conforme o material novo é depositado.[12]
- Indivíduos da subordem Cladocera, pertencente à ordem Diplostraca, apresentam uma carapaça que nunca é articulada, mas apenas dobrada dorsalmente, enquanto a carapaça de ostracodos é articulada.[10] Ainda, cladóceros não têm seu corpo todo recobertos pela carapaça, mantendo sua cabeça descoberta.[10]
- Diplóstracos e ostracodos apresentam diferenças significativas em relação aos seus apêndices e a segmentação do corpo.[10]

### Tagmose
Devido à extrema redução no tamanho corporal e nas estruturas das partes moles, são diversas as interpretações da tagmose em Ostracoda. para alguns autores, os ostracodos apresentam uma cabeça, um tronco e um télson, apresentando furca (ou forquilha caudal). Por outro lado, a homologia da furca com o telson ainda é dúbia. Não há distinção clara entre tórax e abdômen, que pode ser resultante da fusão de ambos ou de perda do abdômen. O tronco é reduzido, quando comparado ao de outros crustáceos, e não demonstra evidências de segmentação externa, apesar de ser possível a visualização dos 11 somitos pós-cefálicos em poucos táxons.

### Apêndices
Ostracoda é o grupo de crustáceos com número de apêndices bastante reduzido. Na cabeça, apresentam-se quatro ou cinco pares de apêndices bem desenvolvidos e, no tronco, um a três pares, sendo o terceiro par chamado de órgão copulador por portar os gonóporos. Aqui é importante mencionar que a homologia do apêndice copulatório com um par de apêndices permanece dúbia, já que em um estudo ontogenético, autores chegaram à conclusão de que o apêndice copulatório resulta da fusão de partes de diferentes apêndices e furca. As maxilas (apêndices cefálicos) e os apêndices do tronco podem se encontrar modificados para auxiliar na locomoção, na alimentação ou na limpeza das valvas.

Iconografia zoológica mostrando os apêndices e corpo de um ostracodo

### Sistema Sensorial
A presença de cerdas sensoriais nos apêndices e na própria carapaça contribui na maior parte da percepção do ambiente pelos ostracodos. Além da existência de cerdas sensoriais, está presente, na maioria dos ostracodos, um olho naupliar (ou naupliano) simples mediano, geralmente chamado de “olho maxilopodiano”. Nas espécies de Myodocopa, pode-se observar olhos compostos sésseis.

### Sistema Circulatório
Apenas na ordem Myodocopa apresentam-se vasos sanguíneos e um coração. Nas demais ordens, a circulação da hemolinfa ocorre entre as paredes valvares.

### Trocas gasosas
Em ostracodos, as brânquias estão ausentes na maioria das espécies, limitando as trocas gasosas ao processo de difusão entre os tecidos e o meio. A partir da movimentação dos apêndices para locomoção e/ou alimentação e/ou respiração, geram-se fluxos de água internamente à carapaça do animal, facilitando as trocas gasosas.

### Excreção
Os órgãos excretores podem se apresentar como glândulas maxilares, estruturas grandes que repousam entre as paredes valvares, ou antenais, presentes apenas em algumas espécies de Ostracoda. A maioria dos ostracodos apresenta apenas um tipo de glândula excretora, mas alguns poucos apresentam ambos.

### Reprodução
Há três modos distintos de reprodução dentro do grupo Ostracoda. Estes podem ser: exclusivamente sexuado, exclusivamente partenogenético ou misto. A maioria dos ostracodos se reproduz sexuadamente, contudo, algumas espécies não-marinhas (todas pertencentes à subclasse Podocopa), apresentam indícios de realizarem partenogênese. Em minoria, verifica-se que algumas espécies apresentam populações com ambos os modos reprodutivos, mas sem que ambos ocorram concomitantemente.

#### Reprodução sexuada
Os ostracodos são, em sua maioria, animais dioicos que apresentam fecundação interna com transferência direta de gametas. Os dutos espermáticos dos machos se abrem em dois pênis esclerotizados localizados ventralmente no terceiro par de apêndices do tronco. Os gonóporos femininos se localizam no último par de apêndices do tronco em região ventral.
Durante a cópula de algumas espécies de Ostracoda, o macho utiliza as segundas antenas ou o primeiro par de pernas para imobilizar dorsalmente a fêmea. Os pênis são inseridos nos gonóporos femininos e os espermatozoides são transferidos à fêmea.

#### Partenogênese
A partenogênese, em ostracodos, parece estar atrelada à ocorrência em habitats efêmeros de água doce. Em representantes não-marinhos da subclasse Podocopa, especialmente em Cypridoidea, infere-se que algumas espécies sejam capazes de se reproduzir por partenogênese, uma vez que machos destas espécies nunca foram encontrados. Dentre as espécies europeias da família Cyprididae, machos são desconhecidos em 80% dos casos.

#### Misto
Alguns registros demonstram que certas espécies são capazes de alternar entre os modos sexuado e partenogenético. Eucyphs virens, por exemplo, é uma espécie de Cypridoidea que apresenta partenogênese geográfica, ou seja, seu modo reprodutivo varia conforme sua distribuição espacial. Populações de E. virens encontradas em lagoas temporárias pela Europa apresentavam partenogênese, enquanto em certos locais na Espanha, sul da França e Silícia se reproduziam sexuadamente.

#### Oviposição e incubação
Na maioria das espécies, as fêmeas põem ovos, mas algumas espécies incubam os ovos internamente às suas valvas. A oviposição se dá tanto livremente na água quanto associada a algas ou rochas, podendo ser depositados ovos isolados ou agrupamentos dos mesmos. A incubação dos ovos se dá em uma expansão posterior da carapaça da fêmea, podendo conter até 85 crias em alguns taxa. Alguns taxa de Podocopida incubam ovos e juvenis até que realizem a segunda ou terceira, podendo haver crias em diferentes estágios de desenvolvimento dentro da câmara incubadora.
Alguns ostracodos que habitam corpos temporários de água doce produzem ovos de resistência, que podem permanecer em estado latente por meses ou anos até que o ambiente se torne favorável novamente.

## Aspectos ecológicos dos Ostracodos

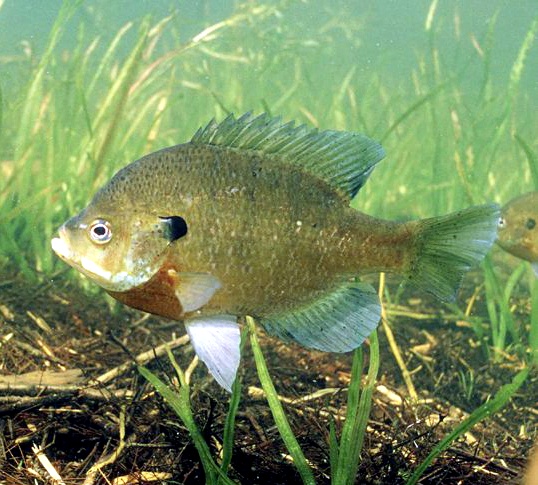
Lepomis macrochirus, um predador dos ostracodos

Os ostracodos possuem distribuição diversa, podendo habitar ecossistemas aquáticos, ambientes dulcícolas e marinhos onde possuem grande abundância em bentos, apesar de algumas espécies serem excelentes nadadores, e habitam o interior de plantas emersas e submersas, mas podem habitar até mesmo ambientes semi-terrestres ou terrestres, em que comumente são associados a musgos. Vale lembrar que esses crustáceos possuem adaptações morfofisiológicas a ambientes hostis, como aqueles que têm falta de água. Possuem diferentes hábitos alimentares, podendo ser carnívoros, herbívoros, filtradores, se alimentando de outros pequenos crustáceos, peixes, anelídeos, representantes vegetais, partículas orgânicas suspensas e detritos. Todavia, esses animais são predados por peixes, invertebrados planctônicos ou bentônicos e por algumas aves aquáticas.

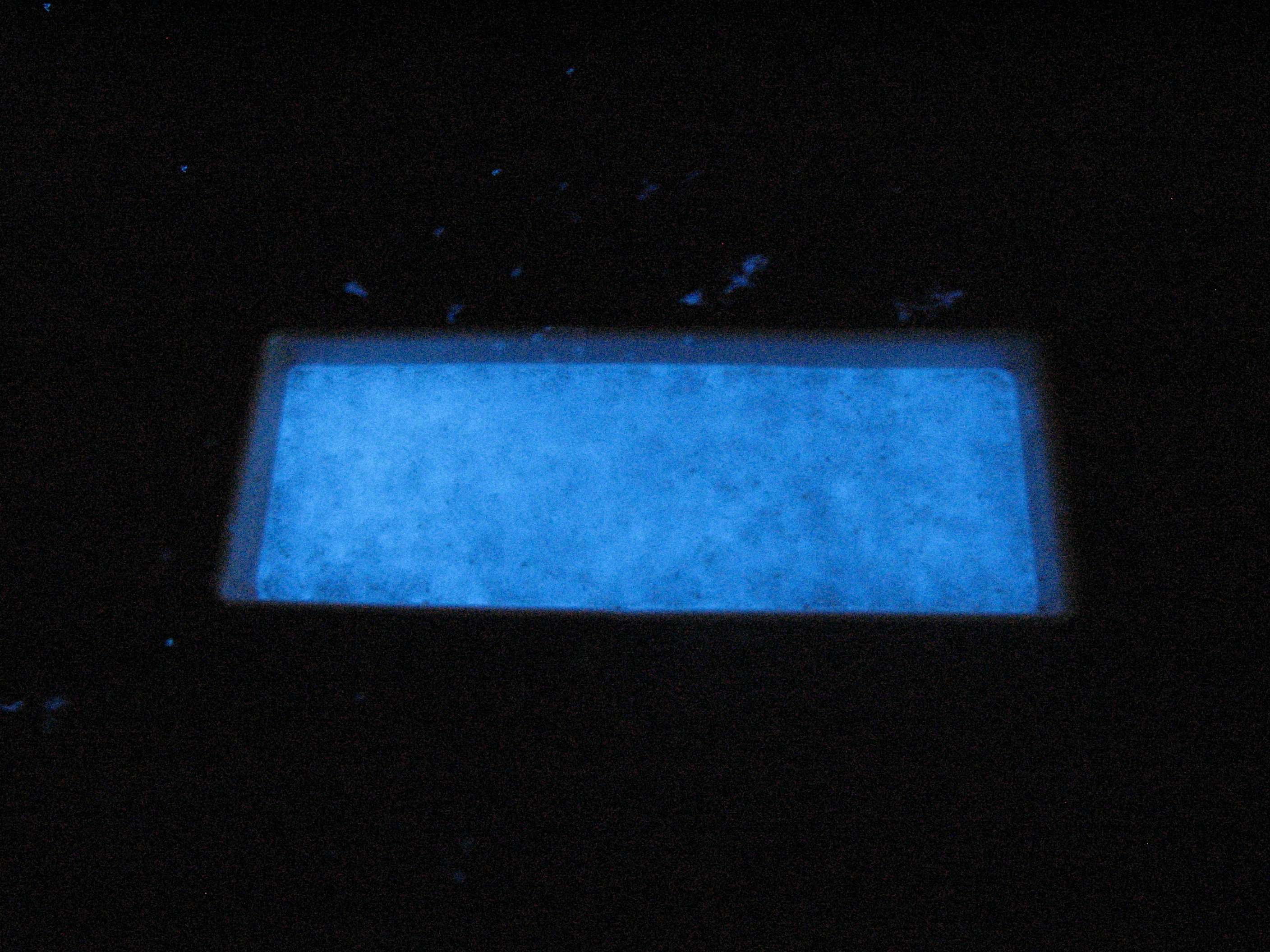
Bioluminescência da Vargula hilgendorfii

### Bioluminescência
Algumas espécies de ostracodos também contribuem para a luminescência dos mares emitindo uma brilhante luz azul. O mecanismo químico para esse fenômeno se baseia na proteína luciferina. Na presença de oxigênio e da enzima luciferinase, essa molécula sofre oxidação e acaba por emitir luz. Este processo ocorre em glândulas e pode tanto culminar no acúmulo destes fatores na carapaça como na secreção para a água. Ocorre majoritariamente nos períodos noturnos e está muitas vezes relacionado a uma corte sexual entre os indivíduos, que pode envolver outros comportamentos, como movimentos ascendentes em espiral e uma pulsação sincronizada entre grupos de animais próximos. A bioluminescência também pode ser útil para evitar a predação. No caso da Vargula sp., quando atacada por um peixe planctívoro, produz uma luminosa nuvem com cerca de alguns centímetros. Mantida por alguns instantes, que duram de segundos a minutos, essa coluna de luz pode incomodar o predador a ponto de ele evadir o local, ou até mesmo atrair um peixe maior que acaba por espantá-lo.  

## Registro Fóssil

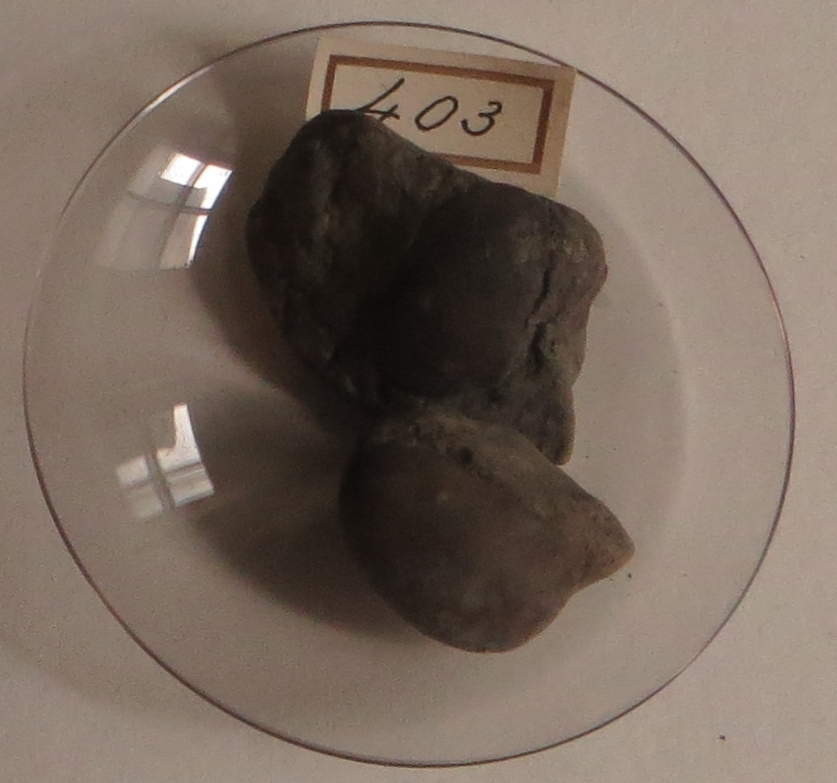
Exemplar fóssil de Leperditia baltica

Os primeiros fósseis dos Ostracoda foram reconhecidos em rochas do Período Ordoviciano, há cerca de 485 a 443 milhões de anos. Com sua carapaça de calcita, estes animais apresentam um alto potencial de conservação, e combinado com a sua grande diversidade e ampla distribuição nos habitats aquáticos, se tornaram os artrópodes mais preservados no registro fóssil. Esta abundância faz com que os ostracodos sejam uma ferramenta útil aos paleontólogos, tanto na estratigrafia como na reconstituição de paleoambientes (indicadores de profundidade, temperatura e salinidade).
A descoberta de um fóssil da espécie Colymbosathon ecplecticos, em uma rocha de 425 milhões de anos na Grã-Bretanha, anunciou o órgão reprodutor masculino mais antigo já descrito. A morte do crustáceo bivalve foi provocada por cinzas provenientes de uma erupção vulcânica, que preservou o animal e suas partes moles. A reconstituição 3-D do fóssil revelou detalhes das brânquias, cerdas nos membros articulados e dos órgãos reprodutores.

## Paleoecologia
Além de serem muito abundantes e apresentarem uma concha mineralizada, ostracodos apresentam alta sensibilidade a variações do meio, o que os tornam marcadores muito úteis, no registro paleontológico, para indicar variações ambientais ao longo do tempo. Estas variações podem ser tanto de natureza abiótica (como salinidade, temperatura, turbidez, turbulência, profundidade, entre outros) como de natureza biótica (interações intra e interespecíficas ou características intrínsecas aos indivíduos, como a capacidade de mobilidade e a taxa reprodutiva) e se expressam na forma de variações na abundância das espécies, nas distribuições espaciais destas e na morfologia de suas conchas.

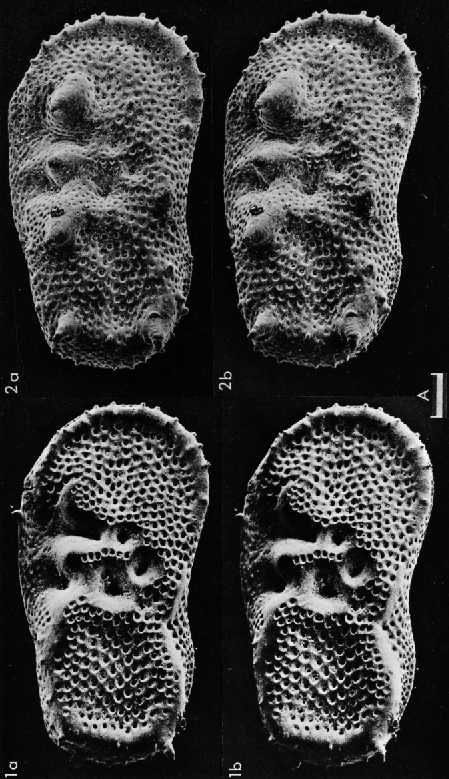
Carapaças de Ostracoda com nódulos nas valvas

A formação de nódulos e o grau de reticulação das conchas são exemplos de modificações morfológicas das conchas. Estas modificações podem ter causas genotípicas (sendo utilizadas como critérios taxonômicos) ou fenotípicas (com formação induzida pelas condições do meio). As modificações de causa genotípica constituem um elemento confiável para fins sistemáticos e filogenéticos, enquanto as fenotípicas constituem potenciais indicadores paleoambientais. 
Em ostracoda, os nódulos fenotípicos se devem à incapacidade dos indivíduos de regular a pressão osmótica eficientemente durante a ecdise em ambientes com salinidade variável. No processo de muda, os indivíduos deixam de apresentar a epicutícula como barreira entre o organismo e o meio. Dependendo da espécie em questão, os nódulos serão formados devido a altas ou baixas concentrações de sais no ambiente. Em Cyprideis torosa, a formação de nódulos é interpretada como resposta a um ambiente que se apresenta hiposmótico em relação ao organismo. Durante a ecdise, há entrada de água no corpo hiperosmótico do ostracoda, aumentando sua pressão interna e criando protuberâncias na carapaça que, ao enrijecer após a muda, tornar-se-ão nódulos. Assim, para Cypideis torosa, um aumento no número de nódulos da concha se dá por diminuição da concentração de sais no ambiente. Já em Theriosynoecum kirtlingtonense, a origem do nódulo é uma resposta ao aumento da salinidade, sendo consequência da maior atividade do sistema excretor do organismo. Assim, indivíduos de valvas lisas seriam oriundos de corpos de água doce enquanto os de valvas com nódulos demonstrariam incrementos na salinidade do meio. Há, ainda, autores que relatam a formação de nódulos como processo resultante de deficiência nutricional.
Conhecendo-se a origem das características de origem fenotípica, é possível a reconstrução das condições ambientais de épocas passadas a partir de registros fósseis.

## Taxonomia e Características dos grupos<
A classe Ostracoda, dentre as diversas propostas taxonômicas e filogenéticas do grupo, pode ser divida em quatro grandes ordens  que apresentarão diferenças tanto morfológicas como de hábitos de vida e ocorrência no ambiente. Além das espécies viventes, estão presentes nestes grupos numerosas espécies fósseis, aproximadamente 70% do número total descrito.
No que diz respeito a origem dos ostracodos, os mais antigos encontrados em depósitos do Ordoviciano (448 a 443 Ma) que se tem conhecimento eram marinhos e provavelmente bentônicos. Lá já estavam presentes as principais linhagens destes crustáceos, sendo que a sua origem filogenética ainda permanece obscura. Dados morfológicos e moleculares sugerem que está classe não constitui um grupo monofilético, e que, provavelmente, a atual subclasse Myodocopa (composta pelas ordens Myodocopida e Halocyprida) surgiu independentemente da subclasse Podocopa (Platycopida e Podocopida).

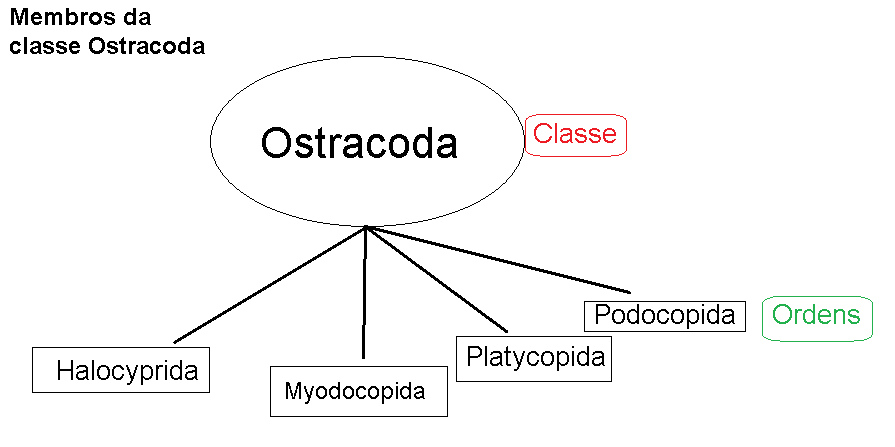
Membros da classe Ostracoda

### Os Myodocopa
Os Myocopoda, uma subclasse dos ostracodos, são majoritariamente marinhos e incluem formas bentônicas, pelágicas e necto bentônicas (que vivem próximas ao fundo do mar ou lago), habitando desde profundezas abissais a superfície do corpo d'água. O hábito alimentar deste grupo é tão variável quanto a sua distribuição. Encontram-se espécies predadoras, detritívoras e filtradoras. As predadoras atacam e consomem presas vivas, como por exemplo copépodes pelágicos. As detritívoras usam as mandíbulas para suspender partículas do fundo e o batimento de brânquias para conduzir o alimento, que será capturado pela maxila. As espécies filtradoras se utilizam de um arranjo de cerdas da maxílula e, com o quinto apêndice, conseguem extrair partículas da corrente de água gerada pelo mesmo mecanismo de batimento.
Apresentam as seguintes ordens:

#### Halocyprida Dana, 1853
A ordem Halocyprida agrega a maioria dos ostracodos planctônicos. São característicos pela ausência de olhos evidentes e por apresentarem a antena 2 como membro mais desenvolvido, a qual o musculoso protopodito ocupa metade da carapaça e prove a força para a natação via o exopodito. O sétimo par de apêndices é vestigial e ocupa apenas dois segmentos. O último destes pares apresenta duas setas, uma longa e outra curta, que permanecem em um movimento constante e provavelmente funcionam para manter a superfície interna da carapaça limpa.

#### Myodocopida Sars, 1866
A ordem Myodocopida também apresenta seres planctônicos, porém não é a maioria. Possuem um olho lateral composto bem desenvolvido ou, em algumas espécies famosas como do gênero Gigantocypris, o olho é naupliar e central. Os apêndices corpóreos e ornamentações da carapaça são simétricos e, diferentemente dos Halocyprida, o sétimo par de membros é multi segmentado e carrega um conjunto de cerdas.

### Os Podocopa
Esta subclasse apresenta as ordens mais diversas de ostracodos, com espécies habitando virtualmente todos os ambientes aquáticos, sendo eles marinhos, de água doce ou salobro. Os representantes, no que diz respeito aos hábitos de vida, são igualmente diversos como os Myocopoda, apresentando mecanismos de captura de alimento semelhantes. Na morfologia é possível observar duas principais diferenças: o endopodito da segunda antena é mais longo, enquanto nos Myocopoda é o exopodito. No sétimo par de apêndice o presente grupo possui uma grande variedade de formas, mas nunca em um formato cilíndrico, como é típico no outro. As ordens deste grupo são:

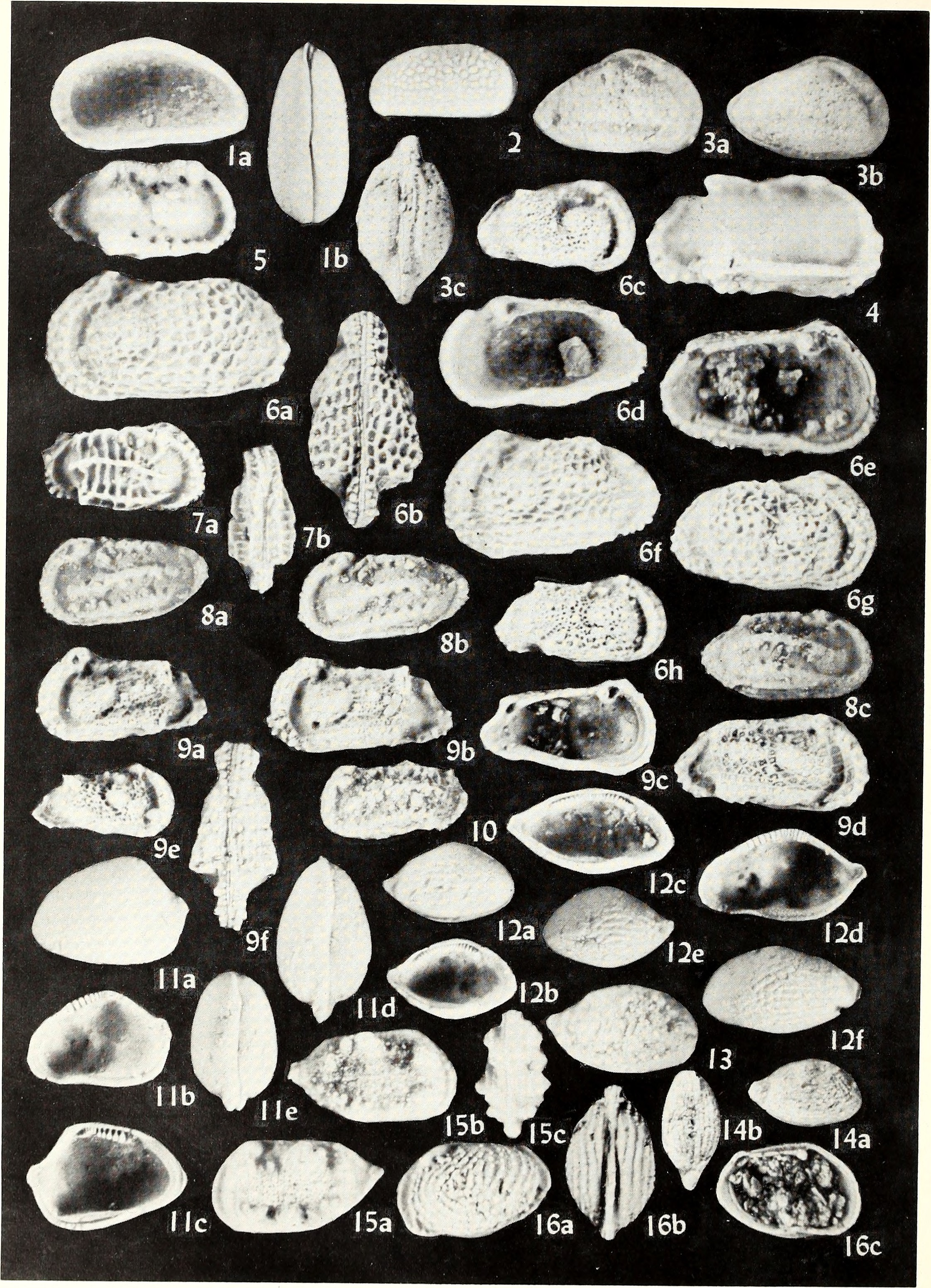
Exemplares de ostracodos do sudeste dos Estados Unidos do Cretáceo

#### Platycopida Sars, 1866
A ordem Platycopida é constituída majoritariamente por ostracodos diminutos, com menos de 1 mm. As valvas destes são assimétricas, sendo a direita maior e que acaba circundando a esquerda ao longo de toda a sua margem. Seus apêndices (6 pares) mostram adaptação a uma vida bentônica e escavadora, não sendo capazes de nadar. Uma característica muito utilizada pelos taxonomistas para diferenciar os integrantes deste grupo dos Podocopideos é a presença de feixes de cerdas na maxila 1 e mandíbula.

#### Podocopida Sars, 1866
Grupo dos ostracodos que apresenta maior número de espécies, incluindo todas as que habitam ambientes de águas interiores, tanto salgadas como doces, e outras tantas que são encontradas no mar e zonas estuarinas. Assim como nos Myodocopida, a antena 2 auxilia na locomoção e é frequente a presença de seis grandes cerdas no endopodito, comumente chamadas de cerdas natatórias. Elas são reduzidas nos grupos bentônicos e intersticiais, visto a pouca capacidade de natação no ambiente. As espécies continentais que vivem em áreas de água temporária possuem uma estratégia interessante para contornar este problema: produzem ovos de resistência que podem ficar meses e até anos em estado latente, até que o ambiente se torne novamente favorável.

### Representantes brasileiros
Listar os representantes de Ostracoda na fauna brasileira ainda é algo incerto, que está sendo trabalhado, já que existem poucos especialistas brasileiros a identificação desses crustáceos é relativamente mais difícil, pois não existem chaves de identificação para isso. Muitos ecossistemas onde habitam ainda não foram estudados, como riachos, lagoas temporárias, ambientes terrestres, além disso, sabe-se pouco a respeito de aspectos da biologia de vários representantes das espécies ostracodos. Porém, de acordo com estudos recentes, no Brasil, são conhecidas 117 espécies representantes de 37 gêneros. Em territórios brasileiros, como nos pantanais da região centro-oeste, podemos encontrar espécies das famílias Cyprididae, Candonidae, Limnocytheridae e Darwinulidae. Há uma preocupação em explorar melhor os representantes de Ostracoda na fauna brasileira, por conta disso em projetos como SISBIOTA/CNPq/Fundação Araucária estão sendo elaborando checklists desses crustáceos em território brasileiro, assim como um atlas de identificação que conta com informações a respeito da biologia geral dos ostracodos.